# Umihara Kawase

Umihara Kawase (海腹川背) est une série de jeux vidéo de plates-formes.

## Série de jeux vidéo
- 1994 : Umihara Kawase (Super Nintendo)
  - Ressorti sur Windows en 2015
- 1997 : Umihara Kawase Shun (PlayStation)
  - Ressorti sur PlayStation Portable en 2008 sous le titre Umihara Kawase Portable
  - Ressorti sur Windows en 2015
- 2009 : Umihara Kawase Shun ~second edition~ Kanzenban (Nintendo DS)[1],[2]
  - Ressorti sur PlayStation Vita et Windows en 2015
- 2019 : Umihara Kawase Fresh! (Nintendo Switch)[3]
  - Dans Umihara Kawase Fresh!, on contrôle notre Chef de sushi pour la mener à la fin de chaque niveau. L'utilisation de la corde élastique est toujours présente comme dans les précédents épisodes.